# Матвейково (Ступинский район)
Матвейково — деревня в Ступинском районе Московской области России в составе городского поселения Ступино.
Расположена на юге района, у истока реки Киреевки, высота центра деревни над уровнем моря — 166 м. Ближайший населённый пункт — Вихорна — около 2 км на юго-восток.
В Матвейкове 3 улицы — Лесной край, Родниковая, Родниковый проезд — и садоводческое товарищество. Деревня связана автобусным сообщением с городом Ступино и соседними населёнными пунктами.
В деревне действует часовня 1878 года постройки, приписанная к церкви в Вихорне.
До 2006 года входила в Ситне-Щелкановский сельский округ.
В 1911 году в деревне Матвейково было 143 двора, находились земское училище, парчовая фабрика И. В. Ионова, парчовая фабрика В. П. Сычёва, казённая винная лавка.

## Население
| 2002 | 2006 | 2010 |
| ---- | ---- | ---- |
| 68   | ↘60  | ↗65  |